# Velennes (Oise)
Velennes ist eine französische Gemeinde mit 238 Einwohnern (Stand 1. Januar 2022) im Département Oise in der Region Hauts-de-France. Die Gemeinde liegt im Arrondissement Beauvais und ist Teil des Kantons Mouy.

## Geographie
Die Gemeinde, die sich im Westen bis fast an die Autoroute A16 erstreckt, liegt rund zehn Kilometer nordöstlich von Beauvais.

## Einwohner
| 1962 | 1968 | 1975 | 1982 | 1990 | 1999 | 2006 | 2011 |
| ---- | ---- | ---- | ---- | ---- | ---- | ---- | ---- |
| 131  | 114  | 149  | 197  | 269  | 271  | 261  | 242  |

## Verwaltung
Bürgermeister (maire) ist seit 2014 Jean-Paul Ternisien.

## Sehenswürdigkeiten

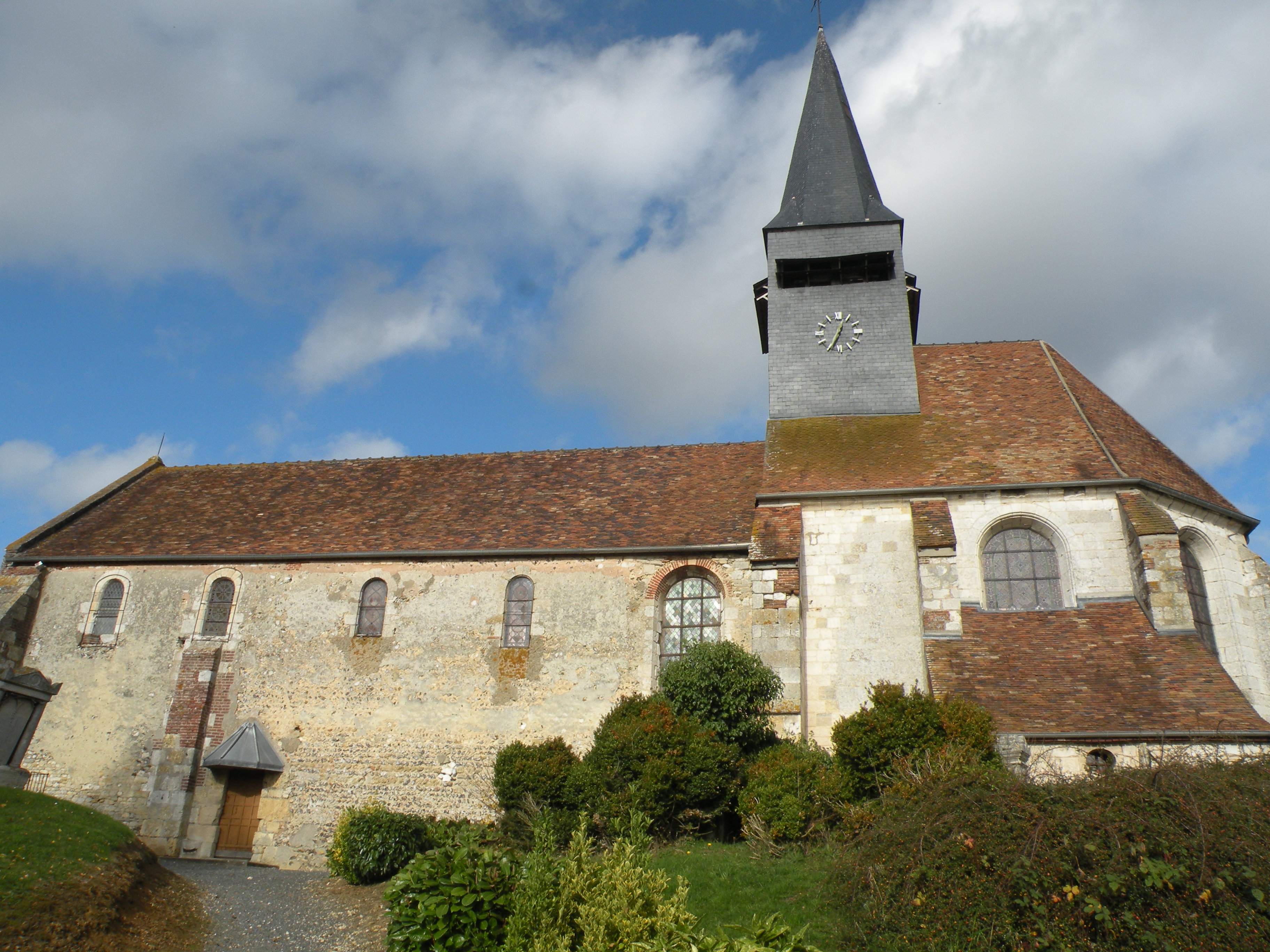
Kirche Notre-Dame-de-la-Nativité

- Kirche Notre-Dame-de-la-Nativité[1]